# Bombardier CRJ1000
O Bombardier CRJ1000 é uma aeronave de transporte regional a jato bimotor produzida pela empresa canadense Bombardier Aeronautics. A Mitsubishi adquiriu a série CRJ em 25 de junho de 2020 por US$ 550 milhões. Lançado em 19 de fevereiro de 2007, o modelo CRJ1000 tem capacidade para até 104 passageiros e é derivado do Bombardier CRJ700 e do Bombardier CRJ900. 

### História
Em 2007, a Bombardier anunciou o lançamento de seu projeto CRJ1000 NextGen. Na mesma ocasião, informou que esta versão do jato seria a última da série CRJ. Com capacidade para até 100 assentos, o modelo é uma réplica ampliada do CRJ900 com relativamente pouca evolução técnica – as semelhanças eram tamanhas que o projeto foi inicialmente intitulado "CRJ900X3".
O objetivo da fabricante canadense era atender à demanda de companhias aéreas regionais que desejam adquirir uma aeronave de média capacidade com baixo custo operacional. Para isso, o CRJ1000 tinha semelhanças significativas com o CRJ700 e o CRJ900 para usar peças compatíveis com outros modelos da série CRJ. Um segundo objetivo era melhorar a experiência de viagem com uma cabine mais confortável, ampliando o tamanho das janelas e oferecendo melhor iluminação. O CRJ1000 tem também melhor desempenho ambienta: tem emissões até 30% menores de dióxido de carbono em comparação com aeronaves da geração anterior com a mesma capacidade.

##### Período de testes
O CRJ1000 concluiu com êxito seu primeiro voo em 2008. A Bombardier, no entanto, afirmou que a introdução em serviço tinha sido adiada para o primeiro trimestre de 2010. Em 14 de junho de 2009, a Bombardier anunciou um pedido firme de 15 aeronaves novas CRJ1000 NextGen colocadas por Air Nostrum, para um total de 35 aeronaves CRJ1000.
A aeronave completou seu primeiro voo de produção em 28 de julho de 2009, em Montreal. A entrada em serviço foi planejada em seguida, para o primeiro trimestre de 2010. Um mês após o primeiro voo, no entanto, uma falha no leme forçou o programa de voos-teste de volta para o projeto. O programa não foi retomado até fevereiro de 2010, e as entregas foram projetadas para começar em janeiro de 2011.

##### Certificação e encomendas
A Bombardier Aerospace anunciou em 10 de novembro de 2010 que seu CRJ1000 de 100 lugares recebeu certificado de aeronave do Transport Canada e European Aviation Safety Agency, abrindo caminho para começar as entregas. Em 14 de dezembro de 2010, a Bombardier começou as entregas do CRJ1000 para a Brit Air e Air Nostrum. 
Em 23 de dezembro de 2010, foi anunciado que a Administração Federal da Aviação americana também havia concedido um certificado de de operação (CL-600-2E25), permitindo que o CRJ1000 operasse no espaço aéreo dos EUA.
Em fevereiro de 2012, a empresa de aviação Garuda Indonesia pediu seis CRJ1000 e sinalizou a possível compra de outros 18. A arrendatária dinamarquesa Nordic Aviation Capital encomendou 12 para a Garuda operar, com entrega a partir de 2012.
A partir de dezembro de 2015, um total de 43 aviões foram entregues às companhias aéreas, enquanto existem 25 pedidos não preenchidos.
Em 2016, a Bombardier começou a oferecer um design de cabine modernizado para a Série CRJ com uma entrada mais espaçosa, compartimentos maiores, janelas maiores, assentos mais novos, lavatórios maiores e iluminação atualizada.